# Národní autority České republiky
Národní autority České republiky (AUT) je soubor českých národních autorit obsahující jak jmenné (personální a korporativní), tak věcné autority (tematické, geografické a formální). Databáze národních autorit je od roku 1996 spravována Národní knihovnou České republiky, autoritní záznamy jsou využívány zejména regionálními knihovnami, méně potom specializovanými, o možnost převzetí v archivech a muzeích se vedou diskuse.
Jednotlivé autoritní záznamy vytváří jak NK ČR, tak regionální knihovny (skrz protokol Z39.50). Jednotlivé autoritní záznamy mají jednoznačné identifikační číslo autority (většinou se skládají z písmenného prefixu a čísla, z historických důvodů se vlastní vytvoření odlišuje podle toho, která česká knihovna záznam navrhla, např. Karel Čapek má ID jk01021023), dále závazné záhlaví (Čapek, Karel, 1890-1938), které je pro vyloučení nejednoznačností doplněno kvalifikátorem (u personálních autorit přesná data a místa narození/úmrtí, pole publikační činnosti ad.). Struktura je dána MARC21 a záznamy jsou vytvářeny podle pravidel AACR2.
Národní autority České republiky jsou spojovány s dalšími národními autoritami v projektu Virtual International Authority File (VIAF).

## Typy autorit v souboru
- jmenné autority
  - korporativní autority
  - personální autority – základ souboru těchto autorit tvoří čeští autoři 19. a 20. století
  - názvové autority
- věcné autority
  - tematické autority
  - geografické autority